# Davenport (Grand Manchester)
Davenport est un district de Stockport, dans le Grand Manchester, en Angleterre, Royaume-Uni.